# 圣塞尔韦 (阿摩尔滨海省)
圣塞尔韦（法語：Saint-Servais，法語發音：[sɛ̃ sɛʁvɛ]）是法国阿摩尔滨海省的一个市镇，位于该省西部略偏南，属于甘冈区和甘冈城市圈。

## 地理
圣塞尔韦（48°23'13"N, 3°23'16"W）面积28.04 平方千米，位于法国布列塔尼大區阿摩尔滨海省，该省份为法国西北部沿海省份，位于布列塔尼半岛北部，北濒大西洋英吉利海峡，西接菲尼斯泰尔省，南至莫尔比昂省，东临伊勒-维莱讷省。
与圣塞尔韦接壤的市镇（或旧市镇、城区）包括：比拉特佩斯蒂维安、卡拉克、迪欧特、洛卡恩、梅勒佩斯蒂维安、圣尼科代姆。
圣塞尔韦的时区为UTC+01:00、UTC+02:00（夏令时）。

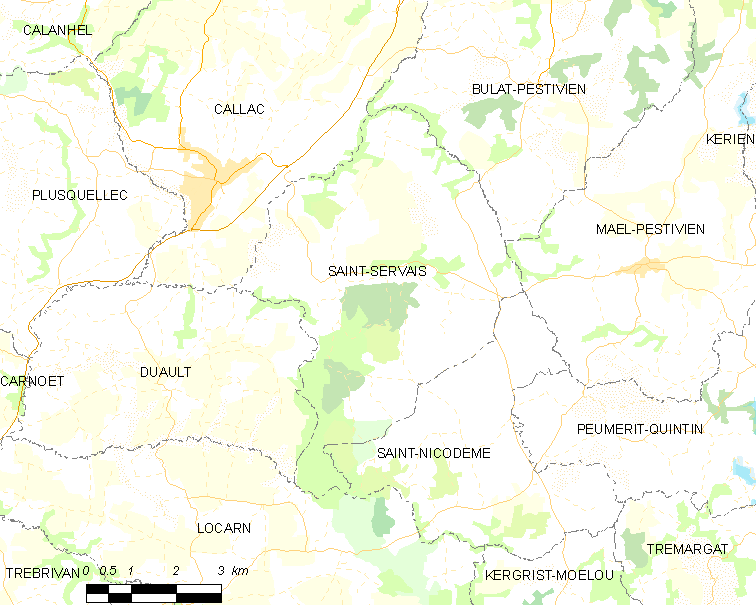
圣塞尔韦的OSM定位图

## 行政
圣塞尔韦的邮政编码为22160，INSEE市镇编码为22328。

## 政治
圣塞尔韦所属的省级选区为卡拉克县。

## 人口

1962-2008年间圣塞尔韦人口变化图示

圣塞尔韦于2022年1月1日时的人口数量为427人。